# Kepler-296
Kepler-296 è una stella binaria formata da due stelle più piccole e meno massicce del Sole, una nana arancione e una nana rossa, separate visualmente tra loro di 0,22 secondi d'arco e distanti 737 anni luce dal sistema solare. Nel 2014, tramite il telescopio spaziale Kepler, sono stati scoperti con il metodo del transito cinque pianeti extrasolari orbitanti attorno alla componente principale.

## Sistema planetario
In un primo momento, dopo la scoperta dei pianeti, si pensò che essi fossero circumbinari, tuttavia studi successivi hanno suggerito agli scienziati che tutti e cinque i pianeti scoperti siano in orbita attorno a Kepler-296 A, la componente principale, avente una massa circa la metà di quella del Sole, mentre la secondaria ha una massa di un terzo rispetto al Sole.
Dei cinque pianeti scoperti, i due più esterni del sistema, Kepler-296 e e Kepler-296 f, pare siano situati nella zona abitabile, entro la quale è possibile che un pianeta abbia una temperatura adatta a mantenere acqua liquida in superficie. Kepler-296 e ha un raggio del 50% superiore a quello terrestre ed è classificabile come super Terra. Ha un irraggiamento 1,5 volte di quello che la Terra riceve dal Sole, il Planetary Habitability Laboratory dell'Università di Arecibo a Portorico ha stimato la sua temperatura d'equilibrio in 267 kelvin (-6 °C), tuttavia Cartier et al. nel 2015 indicarono una temperatura più alta, di 337 K.
Kepler-296 f è invece più freddo, con una temperatura d'equilibrio di 225 K, che non tiene tuttavia conto dell'effetto serra che un'atmosfera densa, se presente, potrebbe generare, riscaldando il pianeta. Tuttavia con un raggio 1,8 volte quello terrestre potrebbe non essere di natura rocciosa, ma un mininettuno o un pianeta oceanico senza superficie solida.
Non è completamente chiaro se i pianeti orbitino attorno alla stella principale, anche se questa appare l'ipotesi più probabile; uno studio del 2021 ha rivisto le proprietà delle due stelle del sistema, e questo comporta una diversa stima delle proprietà dei pianeti, che si pensa possano essere più simili a dei mininettuno che a degli analoghi terrestri. Nello stesso studio vengono stimate anche le temperature di equilibrio nel caso che i pianeti fossero in orbita attorno alla stella secondaria piuttosto che alla principale; in quest'ultimo caso i pianeti più esterni potrebbero risultare troppo freddi per essere abitabili, in quanto essi riceverebbero solamente il 49% e il 22% (rispettivamente, per e ed f) della radiazione che riceve la Terra dal Sole.

### Prospetto dei pianeti
Sotto, un prospetto del sistema di Kepler-296, considerando i pianeti in orbita attorno alla stella principale. Nel caso fossero in orbita invece attorno alla stella secondaria, le loro dimensioni andrebbero riviste al rialzo, con raggi che andrebbero da 1,8 a 2,6 r⊕, escludendo definitivamente la presenza di corpi rocciosi nel sistema, in quanto studi degli anni 2010 sostengono che pianeti con raggi superiori a 1,5-1,6 quello terrestre siano avvolti da sostanziali involucri di elementi volativi come idrogeno ed elio e non avere quindi una superficie solida.
| Pianeta      | Tipo         | Massa | Raggio  | Periodo orb.  | Sem. maggiore | Eccentricità | Scoperta |
| ------------ | ------------ | ----- | ------- | ------------- | ------------- | ------------ | -------- |
| Kepler-296 b | Mininettuno? | —     | 1,69 r⊕ | 3,621 giorni  | 0,039 UA      | —            | 2014     |
| Kepler-296 c | Super Terra  | —     | 1,38 r⊕ | 5,842 giorni  | 0,054 UA      | —            | 2014     |
| Kepler-296 d | Mininettuno  | —     | 1,87 r⊕ | 19,85 giorni  | 0,122 UA      | —            | 2014     |
| Kepler-296 e | Super Terra  | —     | 1,28 r⊕ | 34,142 giorni | 0,174 UA      | —            | 2014     |
| Kepler-296 f | Super Terra  | —     | 1,44 r⊕ | 63,366 giorni | 0,345 UA      | —            | 2014     |